# Llista de monuments de l'Alt Vinalopó
Llista de monuments de l'Alt Vinalopó inscrits en l'Inventari General del Patrimoni Cultural Valencià per la comarca de l'Alt Vinalopó.
S'inclouen els monuments declarats com a Béns d'Interés Cultural (BIC), classificats com a béns immobles sota la categoria de monuments (realitzacions arquitectòniques o d'enginyeria, i obres d'escultura colossal), i els monuments declarats com a Béns immobles de rellevància local (BRL). Estan inscrits en l'Inventari General del Patrimoni Cultural Valencià, en les seccions 1a i 2a respectivament.

## Beneixama
| Monument                                     | Prot.? | Estil/època  | Localització                                    | Coordenades                                          | Codi?         | Imatge |
| -------------------------------------------- | ------ | ------------ | ----------------------------------------------- | ---------------------------------------------------- | ------------- | --- |
| Torre Negret                                 | BIC    |              | Beneixama Ctra. local 3316 Villena-Ontinyent    | 38° 42′ 36″ N, 0° 44′ 17″ O / 38.709958°N,0.738047°O | RI-51-0009144 | Carregueu una nova foto d'aquest monument                                                                                                |
| Torre Talaia                                 | BIC    | S.XII-XIII   | Beneixama Cantó c. Castalla i Tractat d'Almizra | 38° 42′ 04″ N, 0° 45′ 55″ O / 38.701017°N,0.765256°O | RI-51-0009145 | Torre Talaia (Beneixama) · Vegeu més fotos d'aquest monument · Carregueu una nova foto d'aquest monument                                 |
| Ermita de la Mare de Déu de la Divina Aurora | BRL    | S.XVIII      | Beneixama C. Cardenal Payá                      | 38° 41′ 59″ N, 0° 45′ 59″ O / 38.699609°N,0.766451°O | 03.28.023-002 | Ermita de la Mare de Déu de la Divina Aurora (Beneixama) · Vegeu més fotos d'aquest monument · Carregueu una nova foto d'aquest monument |
| Ermita de Sant Vicent Ferrer                 | BRL    | S.XIX (1847) | Beneixama Llogaret del Salze                    | 38° 42′ 23″ N, 0° 44′ 17″ O / 38.706522°N,0.737975°O | 03.28.023-012 | Ermita de Sant Vicent Ferrer (Beneixama) · Vegeu més fotos d'aquest monument · Carregueu una nova foto d'aquest monument                 |

## Biar
| Monument                                                            | Prot.?        | Estil/època | Localització                                            | Coordenades                                          | Codi?         | Imatge |
| ------------------------------------------------------------------- | ------------- | --- | ------------------------------------------------------- | ---------------------------------------------------- | ------------- | --- |
| Castell i Muralles de Biar                                          | BIC           | Arquitectura islàmica S.XII part inferior de la torre; S.XIII cubs semicirculars i muralla; S.XV part superior de la torre | Biar Dalt de la població                                | 38° 37′ 53″ N, 0° 45′ 52″ O / 38.631275°N,0.764581°O | RI-51-0000369 | Castell i Muralles de Biar · Vegeu més fotos d'aquest monument · Carregueu una nova foto d'aquest monument                       |
| Església de la Mare de Déu de l'Assumpció                           | BIC           | Renaixement - Barroc S.XV; S.XVI (1519) portada; S.XVII (1688-1694) capella Comunió; (1696) presbiteri; (1698-1702) torre  | Biar Pl. Constitució                                    | 38° 37′ 48″ N, 0° 45′ 58″ O / 38.63001°N,0.766018°O  | RI-51-0012153 | Església de la Mare de Déu de l'Assumpció (Biar) · Vegeu més fotos d'aquest monument · Carregueu una nova foto d'aquest monument |
| Santuari de Nostra Senyora de Gràcia                                | BRL           | Barroc S.XVIII; (1757) frescos; S.XX (1915-1918) cambril de la Mare de Déu; 1770,1884,1940 dates escrites en la façana     | Biar Camí de la Verge                                   | 38° 37′ 47″ N, 0° 45′ 06″ O / 38.629777°N,0.751539°O | 03.28.043-001 | Santuari de Nostra Senyora de Gràcia (Biar) · Vegeu més fotos d'aquest monument · Carregueu una nova foto d'aquest monument      |
| Nucli històric medieval                                             | BRL           | | Biar                                                    |                                                      | 03.28.043-006 | Nucli històric medieval (Biar) · Carregueu una nova foto d'aquest monument                                                       |
| Ermita de Santa Llúcia                                              | BRL           | S.XIII | Biar C. Santa Bàrbara i Sant Ferran, 8                  | 38° 37′ 46″ N, 0° 46′ 17″ O / 38.629317°N,0.771333°O | 03.28.043-007 | Carregueu una nova foto d'aquest monument                                                                                        |
| Ermita dels Sants de Pedra Abdon i Senent                           | BRL           | Gótic S.XIII; S.XVII | Biar Ctra. a Banyeres                                   | 38° 38′ 15″ N, 0° 45′ 49″ O / 38.637442°N,0.76369°O  | 03.28.043-008 | Carregueu una nova foto d'aquest monument                                                                                        |
| Ermita de la Mare de Déu del Roser i Sant Ramon                     | BRL           | S.XIII; S.XVI (1537, data inscrita en el presbiteri); S.XVII (1635, data escrita a l'entrada); S.XVIII (1724, cos lateral) | Biar C. Mare de Déu del Roser                           | 38° 37′ 32″ N, 0° 45′ 45″ O / 38.62549°N,0.762492°O  | 03.28.043-009 | Carregueu una nova foto d'aquest monument                                                                                        |
| Font de la Torreta                                                  | BRL etnològic | S.XIX (1852) | Biar C. Torreta, 12                                     | 38° 37′ 50″ N, 0° 46′ 02″ O / 38.630607°N,0.767112°O | 03.28.043-010 | Carregueu una nova foto d'aquest monument                                                                                        |
| Casa palau del Marqués de Villagracia                               | BRL           | S.XIX | Biar C. Torreta, 15                                     | 38° 37′ 50″ N, 0° 46′ 02″ O / 38.630683°N,0.767328°O | 03.28.043-011 | Carregueu una nova foto d'aquest monument                                                                                        |
| Font de la Constitució                                              | BRL etnològic | S.XIX (1842) | Biar Pl. Constitució                                    | 38° 37′ 48″ N, 0° 45′ 57″ O / 38.630024°N,0.765844°O | 03.28.043-013 | Carregueu una nova foto d'aquest monument                                                                                        |
| Aqüeducte medieval, o Pont dels Fanecaes                            | BRL etnològic | S.XIX (1842) | Biar Rambla dels Molins, paratge dels Sants de la Pedra | 38° 38′ 08″ N, 0° 46′ 00″ O / 38.635483°N,0.766719°O | 03.28.043-014 | Aqüeducte medieval (Biar) · Vegeu més fotos d'aquest monument · Carregueu una nova foto d'aquest monument                        |
| Ermita de Sant Roc                                                  | BRL           | S.XVII | Biar C. Major, 38                                       | 38° 37′ 54″ N, 0° 46′ 01″ O / 38.631606°N,0.767058°O | 03.28.043-018 | Ermita de Sant Roc (Biar) · Carregueu una nova foto d'aquest monument                                                            |
| Ajuntament, o Casa Consistorial                                     | BRL           | S.XVIII-XIX (1793-1895) | Biar Pl. Constitució, 1                                 | 38° 37′ 49″ N, 0° 45′ 57″ O / 38.630237°N,0.765705°O | 03.28.043-019 | Ajuntament (Biar) · Vegeu més fotos d'aquest monument · Carregueu una nova foto d'aquest monument                                |
| Ermita de Loreto                                                    | BRL           | Modernista S.XX (ca 1917)                                                                                                  | Biar C. de la Torreta                                   | 38° 37′ 53″ N, 0° 46′ 04″ O / 38.631437°N,0.767649°O | 03.28.043-022 | Carregueu una nova foto d'aquest monument                                                                                        |
| Casa palau Casa dels Ferris                                         | BRL           | S.XVIII | Biar C. Barrera, 8                                      | 38° 37′ 46″ N, 0° 45′ 55″ O / 38.629384°N,0.765392°O | 03.28.043-027 | Casa palau Casa dels Ferris (Biar) · Carregueu una nova foto d'aquest monument                                                   |
| Casa Convent                                                        | BRL           | S.XVII | Biar C. Marco, 6                                        | 38° 37′ 51″ N, 0° 45′ 59″ O / 38.630745°N,0.766315°O | 03.28.043-033 | Carregueu una nova foto d'aquest monument                                                                                        |
| Casa de Cultura, o Convent de Franciscans i Església de Sant Miquel | BRL           | S.XVIII | Biar Pl. Convent i c. Sant Jeroni                       | 38° 37′ 40″ N, 0° 45′ 52″ O / 38.627779°N,0.764351°O | 03.28.043-034 | Casa de Cultura (Biar) · Carregueu una nova foto d'aquest monument                                                               |
| Ermita Cases de Partiràs                                            | BRL           | | Biar                                                    | 38° 41′ 03″ N, 0° 43′ 23″ O / 38.684238°N,0.72298°O  | 03.28.043-035 | Carregueu una nova foto d'aquest monument                                                                                        |
| Casa Lázaro                                                         | BRL           | Modernista S.XX (ca 1917)                                                                                                  | Biar C. de la Torreta, 29                               | 38° 37′ 53″ N, 0° 46′ 04″ O / 38.631269°N,0.767838°O | 03.28.043-047 | Casa Lázaro (Biar) · Carregueu una nova foto d'aquest monument                                                                   |
| Asil d'Ancians                                                      | BRL           | Eclecticisme S.XX (1920-1950)                                                                                              | Biar Pl. del Convent i c. María Payá, 16                | 38° 37′ 43″ N, 0° 45′ 53″ O / 38.628631°N,0.764635°O | 03.28.043-048 | Carregueu una nova foto d'aquest monument                                                                                        |
| Pont de la carretera de Banyeres                                    | BRL           | | Biar Crta. A-204 Banyeres                               | 38° 38′ 08″ N, 0° 46′ 05″ O / 38.635643°N,0.767989°O | 03.28.043-049 | Carregueu una nova foto d'aquest monument                                                                                        |
| Creu de Xàtiva                                                      | BRL           | | Biar Junt al pont de les Fanecaes                       | 38° 38′ 16″ N, 0° 46′ 04″ O / 38.637689°N,0.76766°O  | 03.28.043-050 | Carregueu una nova foto d'aquest monument                                                                                        |
| Gelera, o Pou de Neu                                                | BRL etnològic | | Biar Camí de la Verge                                   | 38° 37′ 44″ N, 0° 45′ 24″ O / 38.628838°N,0.756599°O | 03.28.043-051 | Carregueu una nova foto d'aquest monument                                                                                        |
| Font pública de la plaça d'Espanya                                  | BRL etnològic | S.XX (1916) | Biar Pl. d'Espanya                                      | 38° 37′ 48″ N, 0° 45′ 46″ O / 38.629999°N,0.762651°O | 03.28.043-052 | Carregueu una nova foto d'aquest monument                                                                                        |
| Fonts públiques de Sant Antoni, Sant Lluís Gonzaga i Sant Ramon     | BRL etnològic | S.XX (1930-1939) | Biar C. Olmet, c. Juan García i c. València             | 38° 37′ 51″ N, 0° 45′ 56″ O / 38.63075°N,0.76566°O   | 03.28.043-053 | Carregueu una nova foto d'aquest monument                                                                                        |
| Creu de Molina                                                      | BRL           | S.XX (1912) | Biar C. Creu de Molina 4 i 6                            | 38° 37′ 49″ N, 0° 45′ 46″ O / 38.630389°N,0.762811°O | 03.28.043-054 | Carregueu una nova foto d'aquest monument                                                                                        |
| Casa Ferriz                                                         | BRL           | | Biar C. Torreta, 7 - c. Juan José Valdés                | 38° 37′ 49″ N, 0° 46′ 01″ O / 38.63027°N,0.76695°O   | 03.28.043-055 | Carregueu una nova foto d'aquest monument                                                                                        |

## El Camp de Mirra
| Monument                                     | Prot.? | Estil/època                      | Localització                             | Coordenades                                          | Codi?         | Imatge |
| -------------------------------------------- | ------ | -------------------------------- | ---------------------------------------- | ---------------------------------------------------- | ------------- | --- |
| Castell d'Almizra                            | BIC    | Arquitectura medieval S.XII-XIII | El Camp de Mirra Tossal de Sant Bertomeu | 38° 40′ 52″ N, 0° 47′ 03″ O / 38.681157°N,0.784303°O | RI-51-0011069 | Castell d'Almizra (el Camp de Mirra) · Vegeu més fotos d'aquest monument · Carregueu una nova foto d'aquest monument                            |
| Torre del Camp de Mirra                      | BIC    | S.XVI-XVII                       | El Camp de Mirra Tossal de Sant Bertomeu | 38° 40′ 52″ N, 0° 47′ 03″ O / 38.681157°N,0.784303°O | RI-51-0009734 | Torre del Camp de Mirra · Vegeu més fotos d'aquest monument · Carregueu una nova foto d'aquest monument                                         |
| Masia fortificada la Torre                   | BIC    |                                  | El Camp de Mirra Pl. Espanya, 1          | 38° 41′ 15″ N, 0° 46′ 48″ O / 38.687394°N,0.780097°O | 03.28.051-004 | Masia fortificada la Torre (el Camp de Mirra) · Modifica el valor a Wikidata · Carregueu una nova foto d'aquest monument                        |
| Puig d'Almizra                               | BIC    |                                  | El Camp de Mirra                         | 38° 40′ 58″ N, 0° 46′ 57″ O / 38.682645°N,0.782528°O | 03.28.051-013 | Carregueu una nova foto d'aquest monument |
| Església parroquial de Sant Bertomeu Apòstol | BRL    | S:XVIII; S.XIX campanar          | El Camp de Mirra Pl. d'Espanya           | 38° 41′ 13″ N, 0° 46′ 46″ O / 38.686889°N,0.779439°O | 03.28.051-001 | Església parroquial de Sant Bartomeu Apòstol (el Camp de Mirra) · Vegeu més fotos d'aquest monument · Carregueu una nova foto d'aquest monument |
| Casa de les Monges                           | BRL    |                                  | El Camp de Mirra Les Penyetes, 5         | 38° 41′ 11″ N, 0° 47′ 22″ O / 38.686265°N,0.789466°O | 03.28.051-002 | Carregueu una nova foto d'aquest monument |
| Ermita de Sant Bertomeu                      | BRL    |                                  | El Camp de Mirra Tossal de Sant Bertomeu | 38° 40′ 52″ N, 0° 47′ 03″ O / 38.681157°N,0.784303°O | 03.28.051-008 | Ermita de Sant Bartomeu (el Camp de Mirra) · Vegeu més fotos d'aquest monument · Carregueu una nova foto d'aquest monument                      |
| Casa en les Penyetes                         | BRL    |                                  | El Camp de Mirra Les Penyetes, 7-9       | 38° 41′ 00″ N, 0° 47′ 37″ O / 38.683368°N,0.793533°O | 03.28.051-009 | Carregueu una nova foto d'aquest monument |
| Casa del Batle                               | BRL    |                                  | El Camp de Mirra Les Penyetes            | 38° 41′ 09″ N, 0° 47′ 24″ O / 38.685931°N,0.78989°O  | 03.28.051-015 | Carregueu una nova foto d'aquest monument |

## La Canyada de Biar
| Monument                              | Prot.? | Estil/època | Localització                          | Coordenades                                          | Codi?         | Imatge |
| ------------------------------------- | ------ | ----------- | ------------------------------------- | ---------------------------------------------------- | ------------- | --- |
| Ermita de Nostra Senyora del Carme    | BRL    |             | La Canyada de Biar Serra del Sanmaior | 38° 40′ 27″ N, 0° 48′ 25″ O / 38.674059°N,0.807032°O | 03.28.052-002 | Ermita de Nostra Senyora del Carme (la Canyada de Biar) · Vegeu més fotos d'aquest monument · Carregueu una nova foto d'aquest monument    |
| Església parroquial de Sant Cristòfol | BRL    |             | La Canyada de Biar Pl. Major          | 38° 40′ 31″ N, 0° 48′ 35″ O / 38.675265°N,0.809801°O | 03.28.052-001 | Església parroquial de Sant Cristòfol (la Canyada de Biar) · Vegeu més fotos d'aquest monument · Carregueu una nova foto d'aquest monument |

## Saix
| Monument                                             | Prot.? | Estil/època                                                  | Localització          | Coordenades                                          | Codi?          | Imatge |
| ---------------------------------------------------- | ------ | ------------------------------------------------------------ | --------------------- | ---------------------------------------------------- | -------------- | --- |
| Castell                                              | BIC    | Arquitectura islàmica - Arquitectura medieval S.XII; XIV     | Saix Al nord de Saix  | 38° 32′ 29″ N, 0° 48′ 58″ O / 38.541317°N,0.816228°O | RI-51-0010665  | Castell (Saix) · Vegeu més fotos d'aquest monument · Carregueu una nova foto d'aquest monument                                              |
| Escut de l'Inquisidor Josef Torreblanca              | BIC    |                                                              | Saix                  |                                                      | 03.28.123-018  | Carregueu una nova foto d'aquest monument                                                                                                   |
| Escut municipal de la vila de Saix                   | BIC    |                                                              | Saix                  |                                                      | 03.140.123-024 | Carregueu una nova foto d'aquest monument                                                                                                   |
| Colònia de Santa Eulàlia                             | BIC    |                                                              | Saix                  | 38° 34′ N, 0° 51′ O / 38.57°N,0.85°O                 | 03.140.123-025 | Colònia de Santa Eulàlia (Saix) · Modifica el valor a Wikidata · Carregueu una nova foto d'aquest monument                                  |
| Ermita de la Soledat                                 | BRL    | S.XIX (1859)                                                 | Saix Pl. d'Espanya    | 38° 32′ 09″ N, 0° 49′ 17″ O / 38.535875°N,0.821274°O | 03.28.123-002  | Ermita de la Soledat (Saix) · Vegeu més fotos d'aquest monument · Carregueu una nova foto d'aquest monument                                 |
| Ermita de Sant Blai                                  | BRL    | S.XV; S.XIX                                                  | Saix Pl. de Sant Blai | 38° 32′ 23″ N, 0° 49′ 01″ O / 38.539692°N,0.816893°O | 03.28.123-003  | Ermita de Sant Blai (Saix) · Vegeu més fotos d'aquest monument · Carregueu una nova foto d'aquest monument                                  |
| Església parroquial de Nostra Senyora de l'Assumpció | BRL    | Renaixement S.XVI; S.XVIII; S:XX (1993) construcció capitell | Saix C. Constitución  | 38° 32′ 18″ N, 0° 49′ 02″ O / 38.538327°N,0.817295°O | 03.28.123-001  | Església parroquial de Nostra Senyora de l'Assumpció (Saix) · Vegeu més fotos d'aquest monument · Carregueu una nova foto d'aquest monument |

## Salines
| Monument                                  | Prot.?        | Estil/època          | Localització                                         | Coordenades                                          | Codi?         | Imatge |
| ----------------------------------------- | ------------- | -------------------- | ---------------------------------------------------- | ---------------------------------------------------- | ------------- | --- |
| Els Castillejos, o Torre àrab del castell | BIC           |                      | Salines                                              | 38° 32′ 29″ N, 0° 48′ 58″ O / 38.541317°N,0.816228°O | 03.28.116-002 | Carregueu una nova foto d'aquest monument                                                                                         |
| Lloc Vell de Salines                      | BIC           |                      | Salines                                              | 38° 31′ 03″ N, 0° 54′ 13″ O / 38.517492°N,0.903677°O | 03.28.116-005 | Carregueu una nova foto d'aquest monument                                                                                         |
| Església parroquial de Sant Antoni Abat   | BRL           | S.XVIII              | Salines Pl. d'Espanya                                | 38° 31′ 11″ N, 0° 54′ 46″ O / 38.519839°N,0.912860°O | 03.28.116-001 | Església parroquial de Sant Antoni Abat (Salines) · Vegeu més fotos d'aquest monument · Carregueu una nova foto d'aquest monument |
| Nucli urbà fundacional                    | BRL           | S.XVIII              | Salines Pl. d'Espanya, entorn urbà                   | 38° 31′ 11″ N, 0° 54′ 48″ O / 38.519735°N,0.913223°O | 03.28.116-003 | Nucli urbà fundacional (Salines) · Vegeu més fotos d'aquest monument · Carregueu una nova foto d'aquest monument                  |
| Casa Guarinos                             | BRL           | S.XVIII              | Salines C. de la Balsa, av. Guarinos i c. Dr Fleming | 38° 31′ 07″ N, 0° 54′ 49″ O / 38.518714°N,0.913597°O | 03.28.116-004 | Carregueu una nova foto d'aquest monument                                                                                         |
| Molí de Salines                           | BRL etnològic | S.XVIII              | Salines                                              |                                                      | 03.28.116-006 | Carregueu una nova foto d'aquest monument                                                                                         |
| Explotació Salinera Laguna                | BRL           |                      | Salines                                              | 38° 30′ 00″ N, 0° 53′ 15″ O / 38.5°N,0.8875°O        | 03.28.116-014 | Carregueu una nova foto d'aquest monument                                                                                         |
| Casa Consistorial                         | BRL           | S.XVIIII (1752-1769) | Salines Pl. Espanya                                  | 38° 31′ 12″ N, 0° 54′ 48″ O / 38.519902°N,0.913356°O | 03.28.116-017 | Casa Consistorial (Salines) · Vegeu més fotos d'aquest monument · Carregueu una nova foto d'aquest monument                       |

## Villena
| Monument                                          | Prot.? | Estil/època                                                          | Localització                                                 | Coordenades                                          | Codi?          | Imatge |
| ------------------------------------------------- | ------ | -------------------------------------------------------------------- | ------------------------------------------------------------ | ---------------------------------------------------- | -------------- | --- |
| Ajuntament o Palau Municipal                      | BIC    | Renaixement S.XVI; S.XVIII (1701) ampliació                          | Villena Pl. Sant Jaume                                       | 38° 37′ 55″ N, 0° 51′ 48″ O / 38.631952°N,0.863366°O | RI-51-0001624  | Ajuntament (Villena) · Vegeu més fotos d'aquest monument · Carregueu una nova foto d'aquest monument                                   |
| Castell de Salvatierra                            | BIC    | Segle X                                                              | Villena Serra de la Vila                                     | 38° 38′ 06″ N, 0° 51′ 16″ O / 38.634922°N,0.854356°O | RI-51-0011125  | Castell de Salvatierra (Villena) · Vegeu més fotos d'aquest monument · Carregueu una nova foto d'aquest monument                       |
| Castell la Talaia o dels Pacheco                  | BIC    | S.XII-XV-XVI                                                         | Villena Turó de Sant Cristòfol                               | 38° 37′ 55″ N, 0° 51′ 39″ O / 38.631944°N,0.860833°O | RI-51-0000366  | Castell la Talaia (Villena) · Vegeu més fotos d'aquest monument · Carregueu una nova foto d'aquest monument                            |
| Església parroquial de Sant Jaume Apòstol         | BIC    | Gòtic - Renaixement S.XV-XVI; S.XVIII-XX (1786-1879) capella Comunió | Villena Pl. Sant Jaume                                       | 38° 37′ 53″ N, 0° 51′ 49″ O / 38.631431°N,0.863672°O | RI-51-0000367  | Església parroquial de Sant Jaume Apòstol (Villena) · Vegeu més fotos d'aquest monument · Carregueu una nova foto d'aquest monument    |
| Santuari de la Mare de Déu de les Virtuts         | BIC    | Renaixement, barroc S.XVI (1581); S.XVII-XVIII camaril i claustre    | Villena Ctra. AP-4243; av. Santuari                          | 38° 37′ 31″ N, 0° 55′ 59″ O / 38.625235°N,0.933179°O | RI-51-0012188  | Santuari de la Mare de Déu de les Virtuts (Villena) · Vegeu més fotos d'aquest monument · Carregueu una nova foto d'aquest monument    |
| Nucli antic de Villena                            | BIC    |                                                                      | Villena C. Major, pl. Santa Maria, pl. Sant Jaume, pl. Major | 38° 37′ 51″ N, 0° 51′ 38″ O / 38.630961°N,0.860553°O | RI-53-0000093  | Nucli antic de Villena · Vegeu més fotos d'aquest monument · Carregueu una nova foto d'aquest monument                                 |
| Escut heràldic dels Mergelina Llorens             | BIC    |                                                                      | Villena Pl. Sant Jaume, 2                                    |                                                      | 03.140.140-093 | Carregueu una nova foto d'aquest monument                                                                                              |
| Escut heràldic dels Mergelina Muñoz de Orellana   | BIC    |                                                                      | Villena Pl. Malves, 9                                        |                                                      | 03.140.140-094 | Carregueu una nova foto d'aquest monument                                                                                              |
| Escut heràldic dels Cervera Martínez de Olivencia | BIC    |                                                                      | Villena                                                      |                                                      | 03.140.140-095 | Escut heràldic dels Cervera Martínez de Olivencia (Villena) · Modifica el valor a Wikidata · Carregueu una nova foto d'aquest monument |
| Església parroquial de Santa Maria                | BRL    | Gòtic - Renaixement S.XVI; S.XVIII (1717); S.XX (1948) reconstrucció | Villena Pl. de Santa Maria                                   | 38° 37′ 49″ N, 0° 51′ 40″ O / 38.630224°N,0.861224°O | 03.28.140-001  | Església parroquial de Santa Maria (Villena) · Vegeu més fotos d'aquest monument · Carregueu una nova foto d'aquest monument           |
| Plaça Major i font                                | BRL    |                                                                      | Villena                                                      | 38° 37′ 49″ N, 0° 51′ 44″ O / 38.630249°N,0.862282°O | 03.28.140-007  | Plaça Major i font (Villena) · Vegeu més fotos d'aquest monument · Carregueu una nova foto d'aquest monument                           |
| Ermita de les Creus, o Ermita del Calvari         | BRL    | S.XVIII (Enderrocada el 1977)                                        | Villena Serra de la Vila                                     | 38° 38′ 08″ N, 0° 51′ 29″ O / 38.635532°N,0.857977°O | 03.28.140-026  | Ermita de les Creus (Villena) · Vegeu més fotos d'aquest monument · Carregueu una nova foto d'aquest monument                          |
| Església de la Congregació                        | BRL    |                                                                      | Villena C. Corredera                                         | 38° 37′ 49″ N, 0° 51′ 49″ O / 38.630148°N,0.863480°O | 03.28.140-029  | Església de la Congregació (Villena) · Vegeu més fotos d'aquest monument · Carregueu una nova foto d'aquest monument                   |
| Ermita de Santa Eulària                           | BRL    | S.XVI                                                                | Villena La Colonia de Santa Eulalia                          | 38° 34′ 05″ N, 0° 50′ 56″ O / 38.568063°N,0.848951°O | 03.28.140-031  | Ermita de Santa Eulària (Villena) · Vegeu més fotos d'aquest monument · Carregueu una nova foto d'aquest monument                      |
| Casa del Fester                                   | BRL    |                                                                      | Villena Pl. de Sant Jaume, 5                                 | 38° 37′ 52″ N, 0° 51′ 48″ O / 38.631231°N,0.863339°O | 03.28.140-032  | Casa del Fester (Villena) · Vegeu més fotos d'aquest monument · Carregueu una nova foto d'aquest monument                              |
| Convent de la Congregació                         | BRL    | S.XVI                                                                | Villena C. Corredera                                         | 38° 37′ 49″ N, 0° 51′ 49″ O / 38.630148°N,0.863480°O | 03.28.140-038  | Convent de la Congregació (Villena) · Vegeu més fotos d'aquest monument · Carregueu una nova foto d'aquest monument                    |
| Ermita de Sant Anton                              | BRL    | S.XVIII (1791)                                                       | Villena C. San Antón                                         | 38° 37′ 54″ N, 0° 51′ 46″ O / 38.6317°N,0.862714°O   | 03.28.140-042  | Ermita de Sant Anton (Villena) · Vegeu més fotos d'aquest monument · Carregueu una nova foto d'aquest monument                         |
| Ermita de Sant Josep                              | BRL    | ca S.XVI                                                             | Villena C. San José, 2                                       | 38° 37′ 49″ N, 0° 51′ 34″ O / 38.630327°N,0.859565°O | 03.28.140-043  | Ermita de Sant Josep (Villena) · Vegeu més fotos d'aquest monument · Carregueu una nova foto d'aquest monument                         |
| Ermita de Sant Benet, Policía Local               | BRL    | S.XVI                                                                | Villena C. Rosalía de Castro                                 | 38° 37′ 39″ N, 0° 51′ 45″ O / 38.627631°N,0.862632°O | 03.28.140-044  | Ermita de Sant Benet (Villena) · Vegeu més fotos d'aquest monument · Carregueu una nova foto d'aquest monument                         |
| Edifici de pisos, actual Creu Roja                | BRL    |                                                                      | Villena Pl. de Sant Jaume - carreró del Chicho, 4            | 38° 37′ 52″ N, 0° 51′ 49″ O / 38.631207°N,0.863533°O | 03.28.140-053  | Edifici de pisos, actual Creu Roja (Villena) · Vegeu més fotos d'aquest monument · Carregueu una nova foto d'aquest monument           |